# Тутанкамон
Тутанкамон (арап. توت عنخ آمون, или Тутанкамен), назван Тутанкатон по рођењу, је био египатски фараон. Владао је највероватније од 1334. п. н. е. до 1325. п. н. е. за време осамнаесте династије. Његово првобитно име, Тутанкатон, значи „жива слика Атона“, док Тутанкамон значи „жива слика Амона“. Могуће је да је он „Нибуререја“ у писмима из Амарне.
Историјски значај Тутанкамона се огледа највише у томе што је започео напуштање атонизма (који је увео Ехнатон), и враћање старој египатској религији. Како је Тутанкамон започео владавину у деветој години свог живота, велики део власти имао је везир, и његов наследник, Ај.
У данашње време, Тутанкамон спада у најпознатије фараоне, пре свега због тога што је он једини египатски фараон чија је гробница пронађена нетакнута у 20. веку.

## Породица
Није сигурно ко су били Тутанкамонови родитељи. Тутанкамон се помиње као краљев син, али није јасно о ком краљу се ради. Највећи број стручњака сматра да је он био син Аменхотепа III (вероватно не са његовом женом Тијом) или Аменхотепа IV (Ехнатона), вероватно са његовом другом женом, Кијом. Када је Тутанкамон наследио Ехнатона на престолу, Аменхотеп III је већ неко време био мртав. Неки египтолози сматрају да је период од смрти Аменхотепа III, до доласка на власт Тутанкамона износио седамнаест година, иако око тог питања нема консензуса. Тутанкамон је владао Египтом између осам и десет година. Испитивања његове мумије говоре да је Тутанкамон био веома млад када је умро. Претпоставља се да је тада имао само 19 година. До овог закључка се дошло после испитивања његових зуба. Ако би ово било тачно, то би значило да је Тутанкамон рођен између 1342. п. н. е. и 1340. п. н. е. и учинило би мање вероватном претпоставку да је Аменхотеп III био његов отац.
Тутанкамон је био ожењен за Анкесенпатон, Ехнатонову ћерку. Анкесенпатон је такође променила своје име у Анкесенамон. Зна се за двоје њихове деце, обе девојчице, рођене мртве. Њихове мумије су пронађене у Тутанкамоновом гробу.

## Владавина
За време Тутанкамонове владавине, Ехнатонова атонистичка револуција је почела да бива напуштена. Ехнатон је покушао да замени постојећу религију новом, вером у бога Атона, који је до тада сматран споредним богом. У трећој години Тутанкамонове владавине (вероватно 1331. п. н. е.), када је Тутанкамон имао 11 година (вероватно под Ајевим утицајем), стара египатска религија је поново постала званична религија, a Теба поново постала главни град. Млади фараон је променио своје име Тутанкатон у Тутанкамон. Претпоставља се да су већину ових одлука донели други, у његово име, јер је Тутанкамон тада био веома млад.

## Догађаји после његове смрти
Познато писмо краљу Хетита, Супиулиумасу I, од краљице Египта која је остала без мужа, која објашњава своје проблеме и тражи једног од његових синова за мужа, се приписује краљици Анкесенамон (између осталих). Супиулиумас I је прво послао гласника да испита тачност ових тврдњи, а затим и свог сина, прихватајући њену понуду. Он није стигао даље од границе, пре него што је преминуо. Могуће је да је убијен. Ако је краљица о којој се ради заиста Анкесенамон, а принц је заиста био убијен, његово убиство су вероватно наручили Ај или Хоремхеб, јер су обојица имали прилику и мотив.
После Тутанкамонове смрти, Анкесенамон се удала за Аја, могуће под принудом, и убрзо нестала из писане историје.
Тутанкамона је наследио Ај, а убрзо затим, Хоремхеб, који је уклонио већину трагова о Ехнатону, Тутанкамону и Ају.

## Име
За време Атонизма, Тутанкамон се звао Тутанкатен, што написано египатским хијероглифима, изгледа:
|                |            |           |     |
| \| \| \| \| \| |            |           |     |
|                |            |           |     |
| i              | t · n · ra | t · w · t | anx |

| i | t · n · ra | t · w · t | anx |

|                |            |           |     |
| \| \| \| \| \| |            |           |     |
|                |            |           |     |
| i              | t · n · ra | t · w · t | anx |

| i | t · n · ra | t · w · t | anx |

По повратку старој религији, његово име је промењено у „Тутанкамон Хекаиунушема“, што значи „жива слика Амона, владара јужног Хелиополиса“. Када је дошао на престо, Тутанкамон је узео праномен „Небкеперуре“, што значи приближно „господар слике Раа“. Име Нибуререја у писмима из Амарне је можда варијација овог праномена.

## Узрок смрти
Узрок Тутанкамонове смрти дуго није био познат. Тело је први пут испитивао тим Хауарда Картера (Howard Carter), двадесетих година 20. века. 2005. године, египатски археолог Захи Хавас је изнео резултате истраживања Тутанкамонове мумије по којима нема података који би указивали на то да је фараон убијен. Постојала је рупа у глави, али је она највероватније настала током мумифицирања. Постоје налази који указују на могућност да је Тутанкамон сломио ногу, и да је могуће да је умро од последица инфекције. Почетком 2010. године тим научника из Сједињених Америчких Држава објавио је резултате истраживања ДНК анализе и рендгенских снимака Тутанкамонових костију у којима је закључено да је фараон највероватније умро од последица маларије у комбинацији са коштаним обољењем.
| „            | Налази наводе на закључак да су за смрт Тутанкамона (у 20. години 1324. п. н. е.) највероватније одговорни лоша циркулација крви у коштаном ткиву, уз слабљење или делимично уништење костију, у спрези са маларијом. | ” |
| — Захи Хавас | |   |

Последњим истраживањем из августа 2010. откривено је да је Тутанкамон плод инцеста и да су његови родитељи у ствари брат и сестра. До ових података дошло се ДНК испитивањем 16 мумија. Научници сматрају да се због сродности родитеља лакше преноси копија лоших гена на потомка. Це-Те снимања показала су да је Тутанкамон имао генетску деформацију стопала и расцеп усне што му је отежавало живот, али не у тој мери да га убије.
Према истраживањима египтолога Криса Наунтона сматра се да је фараона ударио точак кочија које су се кретале великом брзином и да му је тело због тога било унакажено и захтевно за балсамовање. Због лоше урађеног балсамовања његово тело се запалило у саркофагу услед хемијске реакције.

## Археологија
Картерова истраживања око гробнице Тутанкамона финансирао је лорд Карнавон. Ка истраживању Тутанкамонове гробнице су на Картера утицали мањи налази из ње и довели га до израчунавања места гробнице и 4. новембра 1922. године је открио први улаз. Дана 5. новембра степениште, а 24. новембра је стајао пред зидом са Тутанкамоновим печатима. Трајало је пет година док није завршио своја истраживања. Краљеву мумију је открио крајем октобра 1925. године а последњи предмет који је изашао из гробнице је био 30. новембра 1927. године. Утрошио је много времена и много енергије. У гробницу је морало да се доведе електрично осветљење и морала је да се обезбеди од крађе јер су налази били од злата које је било велике вредности. Само изношење златних шкриња је трајало 84 дана. Тутанкамоново благо се сада налази у Египатском музеју у Каиру и смештено је у 12 просторија. Картер је нашао у гробници 4 шкриње које су биле уграђене једна у другу све са богатим позлатама. Саркофаг који је пронађен је од једног комада жутог кремен камена у размери 2,75 пута 1,50 пута 1,50 m и у њему су се налазила три ковчега од којих је поред позлаћених био и један од чистог злата са тежином од 110,4 kg. Тутанкамон нас је обогатио не само златом и накитом велике вредности већ и новим сазнањима. Тутанкамонова гробница је приступна и у неонском светлу у њој се налази и саркофаг са позлаћеном маском фараона и у њему је и сама мумија Тутанкамона.
Рестаурација Тутанкамонове гробнице завршена је 2019. године.